# Cylindromyia arnaudi
Cylindromyia arnaudi är en tvåvingeart som beskrevs av Guimaraes 1976. Cylindromyia arnaudi ingår i släktet Cylindromyia och familjen parasitflugor.
Artens utbredningsområde är Costa Rica. Inga underarter finns listade i Catalogue of Life.